# Копылов, Алексей Михайлович
Алексей Михайлович Копылов (род. 8 сентября 1949, Свердловск, СССР) — российский и советский ученый-химик, профессор химического факультета МГУ им. М.В. Ломоносова, заслуженный профессор МГУ (2017). Область научных интересов: молекулярное узнавание нуклеиновых кислот и белков.

## Биография
В 1972 году окончил Химический факультет МГУ, где продолжил обучение в аспирантуре под руководством Богданова Алексея Алексеевича. В 1976 году защитил кандидатскую диссертацию «Изучение взаимодействия белков с РНК в процессе сборки малой субчастицы рибосом», в 1986 — докторскую диссертацию «Рибосомные РНК: макромолекулярная структура и организация в рибосоме» по специальности биоорганическая химия.
С 1972 г. работает в Московском университете: младший научный сотрудник лаборатории Молекулярной биологии и биоорганической химии в Институте физико-химической биологии им. А. Н. Белозерского (1972—1980); старший (1980-87), затем ведущий научный сотрудник кафедры химии природных соединений Химического факультета МГУ; с 1988 по настоящее время — руководитель научной группы в Институте физико-химической биологии им. А. Н. Белозерского. Одновременно в 2009—2020 был директором по науке в компании, ООО «Апто-Фарм» (Москва).

## Научная деятельность

### Исследования по изучению структуры РНК
Научные интересы А. М. Копылова находятся в области молекулярного узнавания, в основном, нуклеиновых кислот и белков. В начале 1970-х годах в лаборатории А. А. Богданова (МГУ) он начал работы по изучению «минимальных рибосом». Получены комплексы рибосомных РНК (рРНК) с минимальным количеством рибосомных белков (рБ), достаточных для формирования правильной структуры рРНК. В конце 1970-х годов в лаборатории Х. Ноллера (Калифорнийский университет в Санта-Крус, США), в сотрудничестве с К. Возе, А. М. Копылов участвовал в построении моделей вторичных структур 16S рРНК и 23S рРНК, которые легли в основу создания пространственной структуры этой сложной молекулярной машины для биосинтеза белка. Полученные данные были использованы для построения первых моделей вторичной структуры рРНК эукариот(совместно А. С. Манькиным и лабораторией К. Г. Скрябина), а также моделей минимальной рРНК митохондрий (совместно с А. С. Манькиным). Этот цикл работ был отмечен не только в научной литературе, но и в учебниках и мемуарах.

### Исследования механизмов молекулярного узнавания
Второй цикл работ, который продолжается в настоящее время, посвящен созданию искусственных молекулярных узнающих элементов (МУзЭлей) из нуклеиновых кислот — аптамеров, которые иногда называют «химическими антителами». Для продвижения прикладной составляющей работы с аптамерами совместно с РАН (Г. В. Павлова и А.Головин, МГУ) была создана коммерческая структура ООО Апто-Фарм, которая разработала аптамеры к тромбину (антикоагулянты)и к онкомаркеру — рецептору эпидермального фактора роста (EGFR). В настоящее время работа по манипулированию пролиферацией клеток для глиобластом мозга человека с использованием МУзЭлей продолжается в составе консорциума МГУ, Сеченовского университета, ИВНД и НФ РАН, НМИЦ нейрохирургии имени Н. Н. Бурденко.

## Стажировки и командировки
Также А. М. Копылов работал в качестве приглашенного исследователя в таких научных центрах как:
- Шанхайские институты биологических наук, Шанхай, Китай
- Лейденский университет, г. Лейден, Нидерланды
- Институт экспериментальной патологии, Мюнстер, Германия
- Институт молекулярной генетики Макса Планка, Берлин, Германия
- Центр молекулярной медицины, Берлин, Германия

## Международная деятельность
- 1979—1980 Стипендиат IREX, постдокторант, Калифорнийский университет, Санта-Круз, США
- 1989—1990 Приглашенный профессор, кафедра биохимии, Массачусетский университет, Амхерст, США
- 2008—2010 Профессор, преподаватель курса Политехнического института Нью-Йоркского университета, Нью-Йорк, США

## Членство в научных обществах
А. М. Копылов является членом следующих научных обществ:
- с 2018 Международное общество по аптамерам, Великобритания
- с 2018 Международное общество по гриппу и другим респираторным заболеваниям, Великобритания
- с 2017 Европейская ассоциация нейроонкологов, Австрия
- с 1999 Федерация европейских биохимических обществ, Великобритания

## Педагогическая деятельность
Алексей Михайлович Копылов читает курсы «Химические основы биологических процессов», «Что такое жизнь с точки зрения химии», «Структура и функция биополимеров», «Основы молекулярной биологии и генетической инженерии» для студентов химического и биотехнологического факультетов.

## Основные труды
- Копылов А. М., Левашов А. В., Завьялова Е. Г. Химические основы биологических процессов. Избранные главы. В 2х частях. Москва, 2020.
- G-Quadruplex Structures Formation and Role in Biology (Chapter 2). Hannah Santos (Editor)
- Леднева Р. К., Копылов А. М. Структурные аспекты ДНК-белкового узнавания.

## Награды
- Знак «250 лет Московскому университету» (2005)
- Премия Минвуза СССР.
- Заслуженный профессор МГУ (2017).

## Личная жизнь
Женат, двое детей и два внука.